# Bussy-Saint-Martin
Bussy-Saint-Martin è un comune francese di 731 abitanti situato nel dipartimento di Senna e Marna nella regione dell'Île-de-France.

## Società

### Evoluzione demografica
Abitanti censiti